# Frank Carlson
Frank Carlson (23 de Janeiro de 1893 - 30 de Maio de 1987) foi um político americano que exerceu como o 30° Governador do Kansas, Representante do Kansas, Representante dos Estados Unidos e Senador dos Estados Unidos pelo Kansas. Carlson é o único Kansense que ocupou todos os quatro cargos. Sua carreira política durou 40 anos, começando em Novembro de 1928 e terminando em Janeiro de 1969.

## Primeiros anos e formação
Carlson nasceu em 1893 perto de Concordia, Kansas, filho de Anna (Johannesson) e Charles Eric Carlson, ambos imigrantes suecos. Frequentou escolas públicas e a Universidade Estadual do Kansas antes de servir na Primeira Guerra Mundial como Recruta.

## Carreira
Após a guerra, voltou para Concordia para cultivar. Foi eleito como Republicano primeiro para a Câmara dos Representantes do Kansas em 1928 e depois para a Câmara dos Representantes dos Estados Unidos, onde exerceu de 1935 até 1947.
Em 1946 foi eleito governador do Kansas. Como governador, promoveu programas de saúde mental, bem como um projeto de rodovia de longo prazo. Em 1949, o Senador do Kansas Clyde M. Reed morreu e Carlson nomeou Harry Darby para ocupar o lugar. Darby continuou seu serviço no Senado até que o próprio Carlson foi eleito para ocupar o lugar em 1950. Em vez de esperar até Janeiro para tomar posse, tomou posse no dia 28 de Novembro de 1950, deixando o cargo de governador para Frank L. Hagaman, que exerceu menos de dois meses.
Em 1952, fez campanha para Dwight D. Eisenhower e, em seguida, intermediou um acordo por meio do Senador de Ohio Robert A. Taft e se tornou o líder da maioria no Senado. De acordo com a biografia de Billy Graham, Just As I Am, Carlson convidou Eisenhower para o Café da Manhã de Oração do Senado, que se tornou o primeiro Café da Manhã de Oração Presidencial, depois disso uma assembleia anual de todos os três poderes do Estado, continuando até hoje. Carlson foi reeleito duas vezes, em 1956 e 1962, antes de retornar a Concordia para se aposentar.
Carlson exerceu como presidente do Grupo de Oração no Café da Manhã do Senado dos Estados Unidos. Foi destaque no U.S. News & World Report no dia 1º de Julho de 1968, pelo editor, David Lawrence, por sua forte influência moral e espiritual na capital do país. Também foi membro do conselho de diretores da Visão Mundial.
Carlson votou a favor da Lei dos Direitos Civis de 1957, de 1964 e de 1968, bem como a 24ª Emenda à Constituição dos Estados Unidos, a Lei dos direitos de voto de 1965 e a confirmação de Thurgood Marshall para a Suprema Corte dos Estados Unidos, mas não votou na Lei dos Direitos Civis de 1960.

## Morte
Carlson morreu em 1987 em Concordia e foi sepultado no Cemitério Pleasant Hill. O prédio do tribunal federal em Topeka recebeu esse nome em sua homenagem, a US 81 da divisa do estado de Nebraska ao norte de Belleville até Salina é chamada de Frank Carlson Memorial Highway, a Biblioteca Frank Carlson em Concordia foi nomeada em sua homenagem e a Universidade Estadual de Wichita sedia a Série de Palestras Frank Carlson.

## Biblioteca Frank Carlson
Em Abril de 2011, a Biblioteca Frank Carlson em Concordia, Kansas, recebeu uma pequena doação do Conselho de Ciências Humanas do Kansas para renovar a Sala Frank Carlson da biblioteca. O subsídio financiou o desenvolvimento de uma nova exposição dedicada a contar às novas gerações de Kansenses sobre a vida e a carreira política de Carlson. Coincidindo com a Comemoração de 150 anos do Kansas, a reforma foi parte de uma iniciativa estadual para preservar a memória de pessoas e eventos importantes do passado do estado. O Senador Frank Carlson é o único Kansense a ocupar quatro cargos públicos importantes e é conhecido como "o Filho Favorito do Kansas".
O projeto de reforma substituiu a exposição original de Frank Carlson, criada em 1976 e exibida até o verão de 2011. A nova exposição, Frank Carlson: Prairie Politician, conta e preserva a história do Senador Carlson por meio de uma exposição atualizada e técnicas de arquivamento modernas. A exposição mostra recordações de Carlson, fotografias e itens da coleção pessoal do Senador, que está armazenada na Biblioteca Frank Carlson. A história do Senador Carlson é contada em três partes, começando com sua infância e liderança da igreja em Concordia, Kansas, seguindo-o ao longo de sua carreira política de quarenta anos e celebrando seu legado como uma figura política e uma importante figura local.
Entre os itens expostos estão um cheque do Presidente Dwight D. Eisenhower, escrito para Carlson num acordo de uma aposta amigável, várias canetas usadas pelo Presidente Lyndon B. Johnson para assinar uma legislação importante que Carlson apoiou e a coleção de estatuetas de elefante de Carlson. A exposição também inclui artefatos que ligam Carlson à sua cidade e estado natal. Em exibição estão o sino da escola que Carlson frequentou no Condado de Cloud, caricaturas e desenhos políticos desenhados pelo companheiro Concordiano Don Musik e lembranças emprestadas de amigos e familiares de Carlson.

## Outras fontes
- Homer E. Socolofsky (1990) Kansas Governors (University Press of Kansas) ISBN 978-0700604210